# Cina ai Giochi della XXIII Olimpiade
La Cina partecipò ai Giochi della XXIII Olimpiade, svoltisi a Los Angeles, Stati Uniti, dal 28 luglio al 12 agosto 1984, con una delegazione di 216 atleti impegnati in diciannove discipline.

## Medaglie
| Medaglia | Nome    | Disciplina    | Evento                |
| -------- | ------- | ------------- | --------------------- |
| Oro      | Li Ning | Ginnastica    | Corpo libero - Uomini |
| Bronzo   | Cina    | Pallacanestro | Torneo Femminile      |

## Risultati

### Pallacanestro
- Uomini

| Atleta | Classifica |
| --- | ---------- |
| V · D · M Nazionale cinese - Pallacanestro ai Giochi della XXIII Olimpiade - Torneo maschile 4 Wang H. · 5 Lu · 6 Huang · 7 Guo · 8 Kuang · 9 Ji · 10 Li · 11 Sun · 12 Wang L. · 13 Liu · 14 Hu · 15 Zhang · All. Qian Chenghai | 10°        |
| Nazionale cinese - Pallacanestro ai Giochi della XXIII Olimpiade - Torneo maschile |            |
| 4 Wang H. · 5 Lu · 6 Huang · 7 Guo · 8 Kuang · 9 Ji · 10 Li · 11 Sun · 12 Wang L. · 13 Liu · 14 Hu · 15 Zhang · All. Qian Chenghai                                                                                              |            |

- Donne

| Atleta | Classifica |
| --- | ---------- |
| V · D · M Nazionale cinese - Pallacanestro ai Giochi della XXIII Olimpiade - Torneo femminile 4 Chen · 5 Li · 6 Ba · 7 Song · 8 Qiu · 9 Wang · 10 Xiu · 11 Zheng · 12 Cong · 13 Zhang H. · 14 Liu · 15 Zhang Y. · All. Yang Boyong | Bronzo     |
| Nazionale cinese - Pallacanestro ai Giochi della XXIII Olimpiade - Torneo femminile |            |
| 4 Chen · 5 Li · 6 Ba · 7 Song · 8 Qiu · 9 Wang · 10 Xiu · 11 Zheng · 12 Cong · 13 Zhang H. · 14 Liu · 15 Zhang Y. · All. Yang Boyong                                                                                               |            |

### Pallanuoto
| Atleta | Classifica                                                                                       |                 |
| --- | ------------------------------------------------------------------------------------------------ | --------------- |
| V · D · M Nazionale maschile cinese di pallanuoto · Giochi olimpici - Los Angeles 1984 Deng • Wang • Song • Li • Huang Y. • Cai T. • Qu • Zhao • Chen • Cai S. • Pan • Huang L. · CT : - | 9°                                                                                               |                 |
| Nazionale maschile cinese di pallanuoto · Giochi olimpici - Los Angeles 1984 |                                                                                                  |                 |
| Deng • Wang • Song • Li • Huang Y. • Cai T. • Qu • Zhao • Chen • Cai S. • Pan • Huang L. · CT: -                                                                                         | Deng • Wang • Song • Li • Huang Y. • Cai T. • Qu • Zhao • Chen • Cai S. • Pan • Huang L. · CT: - | Cina (bandiera) |